# Материалознание
Материалознание е научна дисциплина, която има отношение към няколко дяла на науката и изучава връзката между структурата на материалите (на атомно ниво) и техните свойства, както и приложенията им в различни инженерни и научни области. Включва елементи преди всичко от приложната физика и химия. Покрай развитието на нанотехнологията, материалознанието също така става много важна университетска дисциплина.
Към изучаваните свойства на материалите се числят електронни, термични, химични, магнитни и оптически, като интерес представляват както твърдото, така и течното състояние на веществата и материалите.

## Някои направления на изследванията
- Нанотехнология
- Кристалография
- Керамика
- Металознание
- Металургия
- Биоматериали
- Метаматериал